# Kanton Clerf
Kanton Clerf (francouzsky Canton de Clervaux, německy Kanton Clerf, lucembursky Kanton Klierf) je kanton v Lucembursku.

## Geografie a populace
Rozkládá se zcela na severu země. Přitom na severu a západě hraničí s Belgii, na východě pak s německou spolkovou zemí Porýní-Falc. Na jihu sousedí s kantony Wiltz, Diekirch a Vianden.
Kanton má rozlohu 331,75 km² a žije v něm celkem 17 126 obyvatel (2016). Je složen z 5 obcí:
- Clerf (4847)
- Parc Hosingen (3350)
- Ulflingen (3112)
- Weiswampach (1676)
- Wintger (4141)